# Pietro Canzio
Pietro Canzio (Trieste, 26 febbraio 1998) è un ex sciatore alpino italiano.

## Biografia
Canzio, attivo dall'ottobre del 2014, in Coppa Europa ha esordito il 21 dicembre 2015 a Pozza di Fassa in slalom speciale (30º), ha ottenuto il miglior piazzamento il 19 dicembre 2021 a Glungezer in slalom gigante (10º) e ha preso per l'ultima volta il via il 16 marzo 2022 a Soldeu nella medesima specialità (28º); si è ritirato al termine di quella stessa stagione 2021-2022 e la sua ultima gara è stata lo slalom speciale dei Campionati italiani 2022, disputato il 27 marzo a Sestriere. Non ha debuttato in Coppa del Mondo né preso parte a rassegne olimpiche o iridate.

## Palmarès

### Giochi olimpici giovanili
- 2 medaglie:
  - 1 argento (supergigante nel 2016)
  - 1 bronzo (combinata nel 2016)

### Coppa Europa
- Miglior piazzamento in classifica generale: 119º nel 2021

### Campionati italiani
- 2 medaglie:
  - 1 oro (slalom speciale nel 2019)
  - 1 argento (combinata nel 2018)

### Campionati italiani juniores
- 1 medaglia:
  - 1 argento (slalom speciale nel 2016)